# Heinrich Manz
Heinrich Manz (* 24. November 1852 in Amorbach; † 15. Februar 1914 in Bamberg) war Schuhfabrikant und Mitglied des Deutschen Reichstags.

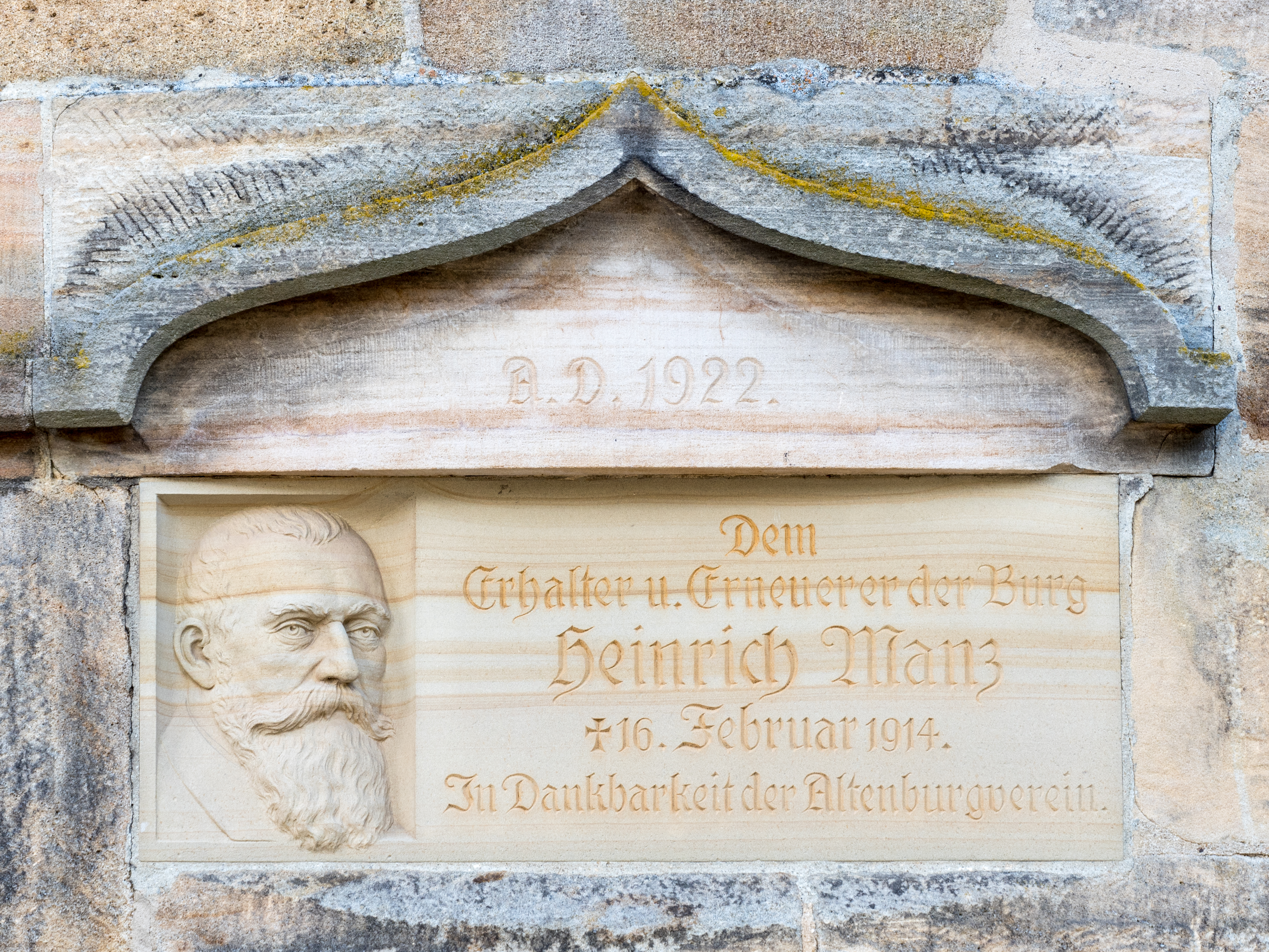
Gedenktafel für Heinrich Manz im Hof der Altenburg in Bamberg

## Leben
Manz besuchte die Lateinschule in Amorbach und absolvierte einen Vorbereitungskurs zum einjährig-freiwilligen Examen. Als Kaufmann war er von 1872 bis 1878 in Barmen, Elberfeld, München-Gladbach und dann bis 1880 in Bamberg tätig.
1880 hat er in Bamberg eine Fabrik gegründet (Schäfte- und Schuhfabrik, 1907 bereits 250 Arbeiter). 1872–73 hat er als Einjährig-Freiwilliger im 10. Jägerbataillon in Aschaffenburg gedient. Ab 1888 war er in der Handelskammer und in verschiedenen Gemeindeämtern (Armenpflege, Gemeindekollegium) tätig. Weiter war er ab 1896 Vorstand des Bezirksgremiums für Handel und Gewerbe, acht Jahre Vorsitzender der Allgemeinen Ortskrankenkasse und Mitglied des Schiedsgerichts für Altersversorgung. 
Ab 1894 war er Handelsrichter, Erster Vorstand des Vereins für Volksheilstätten in Oberfranken, Mitglied des Bayerischen Eisenbahnrats und Erster Vorsitzender des Verbandes der Deutschen Schuh- und Schäftefabrikanten. Er unternahm umfangreiche Reisen durch die Vereinigten Staaten von Nordamerika, England, Frankreich, Italien usw.
Von 1907 bis 1912 war er Mitglied des Deutschen Reichstags für den Wahlkreis Mittelfranken 2 Erlangen, Fürth, Hersbruck und die Freisinnige Volkspartei.
Der Palas der Altenburg in Bamberg wurde mit seiner finanziellen Unterstützung erbaut, weshalb eine Gedenktafel für ihn dort angebracht wurde. In Bamberg ist die Heinrich-Manz-Straße nach ihm benannt.